# Darryl Yung
Darryl Yung (Victoria, 5 de agosto de 1972) es un deportista canadiense que compitió en bádminton. Ganó dos medallas en los Juegos Panamericanos de 1995, oro en dobles mixto y bronce en dobles.

## Palmarés internacional
| Juegos Panamericanos | Juegos Panamericanos      | Juegos Panamericanos | Juegos Panamericanos |
| Año                  | Lugar                     | Medalla              | Prueba               |
| -------------------- | ------------------------- | -------------------- | -------------------- |
| 1995                 | Mar del Plata (Argentina) | Medalla de oro       | Dobles mixto         |
| 1995                 | Mar del Plata (Argentina) | Medalla de bronce    | Dobles               |